# Darien (New York)
Darien ist eine Town im Genesee County des Bundesstaates New York. Zum Zeitpunkt des United States Census 2010 hatte Darien 3158 Einwohner. Die Town of Darien liegt im Südwesten des Countys, südwestlich von Batavia.

## Geographie
Nach den Angaben des United States Census Bureaus hat die Town eine Gesamtfläche von 123,26 km2, wovon 122,69 km2 auf Land und 0,57 km2 (oder 0,13 %) auf Gewässer entfallen. Entwässert wird Darien unter anderem durch den Murder Creek, einem Zufluss des Tonawanda Creek.
Im Westen grenzt Darien an Alden im Erie County und im Süden an Bennington im Wyoming County.
U.S. Highway 20 (Broadway) führt durch die Town und kreuzt die New York State Route 77 in der Ortschaft Darien Center. Der nördliche Endpunkt der New York State Route 238 (Attica Road) befindet sich in Darien. Die New York State Route 33 schneidet die nordwestliche Ecke Dariens.

## Geschichte
Bei der Ankunft weißer Siedler im Westen New Yorks war das Gebiet bewohnt von den Seneca und von diesen als O-so-on-to-geh bezeichnet, als „Ort wo das Truthuhn zu finden ist“.
Das Gebiet wurde um 1803 durch Weiße besiedelt und war zunächst als South Pembroke bekannt. Die Town of Darien wurde 1832 gegründet und aus Teilen der Town of Pembroke gebildet.

## Demographie
Zum Zeitpunkt des United States Census 2000 bewohnten Darien 3061 Personen. Die Bevölkerungsdichte betrug 24,9 Personen pro km2. Es gab 1125 Wohneinheiten, durchschnittlich 9,1 pro km2. Die Bevölkerung in Darien bestand zu 99,12 % aus Weißen, 0,10 % Schwarzen oder African American, 0,29 % Native American, 0,03 % Asian, 0 % Pacific Islander, 0 % gaben an, anderen Rassen anzugehören und 0,46 % nannten zwei oder mehr Rassen. 0,23 % der Bevölkerung erklärten, Hispanos oder Latinos jeglicher Rasse zu sein.
Die Bewohner Dariens verteilten sich auf 1064 Haushalte, von denen in 37,9 % Kinder unter 18 Jahren lebten. 69,5 % der Haushalte stellten Verheiratete, 5,9 % hatten einen weiblichen Haushaltsvorstand ohne Ehemann und 19,7 % bildeten keine Familien. 15,8 % der Haushalte bestanden aus Einzelpersonen und in 6,1 % aller Haushalte lebte jemand im Alter von 65 Jahren oder mehr alleine. Die durchschnittliche Haushaltsgröße betrug 2,87 und die durchschnittliche Familiengröße 3,20 Personen.
Die Bevölkerung verteilte sich auf 29,0 % Minderjährige, 6,3 % 18–24-Jährige, 30,5 % 25–44-Jährige, 23,3 % 45–64-Jährige und 10,8 % im Alter von 65 Jahren oder mehr. Der Median des Alters betrug 37 Jahre. Auf jeweils 100 Frauen entfielen 109,1 Männer. Bei den über 18-Jährigen entfielen auf 100 Frauen 102,6 Männer.
Das mittlere Haushaltseinkommen in Darien betrug 48.844 US-Dollar und das mittlere Familieneinkommen erreichte die Höhe von 50.844 US-Dollar. Das Durchschnittseinkommen der Männer betrug 35.000 US-Dollar, gegenüber 23.278 US-Dollar bei den Frauen. Das Pro-Kopf-Einkommen belief sich auf 18.372 US-Dollar. 3,2 % der Bevölkerung und 1,8 % der Familien hatten ein Einkommen unterhalb der Armutsgrenze, davon waren 2,4 % der Minderjährigen und 3,4 % der Altersgruppe 65 Jahre und mehr betroffen.

## Persönlichkeiten
- Robert Laben (1920–2005), Professor an der University of California, Davis
- Marshal H. Pengra (1819–1908), Wisconsin State Assemblyman
- Al Tharnish (–1935), Rennäufer im 19. Jahrhundert

## Ortschaften in Darien
- Corfu – ein kleiner Teil des Village of Corfu liegt im nördlichen Teil von Darien an der NY-77.
- Corfu Station – südlich von Corfu an der NY-77.
- Darien, auch bekannt als Darien City – ein Weiler östlich von Darien Center an der Kreuzung von NY-20 und NY-238.
- Darien Center – Weiler östlich des State Parks an Route 20 und Route 77; einst bekannt unter dem Namen „Kings Corners“.
- Darien Lakes State Park – State Park westlich von Darien Center am US-20.
- Fargo – ein Weiler in der nordwestlichen Ecke der Town.
- Griswold – ein Weiler südlich von Darien.
- Lehigh – Weiler in der nordöstlichen Ecke der Town.
- Longwood – Weiler an der nördlichen Stadtgrenze, südöstlich von Corfu.
- Sawyens – ein Weiler östlich des Themenparks.
- Six Flags Darien Lake – Freizeitpark nördlich von Darien Center am NY-77

## Belege
1. ↑  Population and Housing Unit Estimates. Abgerufen am 17. April 2019 (englisch).
2. ↑  Census of Population and Housing. Census.gov, ehemals im Original (nicht mehr online verfügbar); abgerufen am 4. Juni 2015. (Seite nicht mehr abrufbar. Suche in Webarchiven)